# Dang Le Nguyen Vu
Pour les articles homonymes, voir VU.
Đặng Lê Nguyên Vũ (né Nguyen Vu dans la Province de Khánh Hòa en 1971), mieux connu comme le Président Vu, est un entrepreneur et homme d'affaires vietnamien. Il est le fondateur, président et PDG du Groupe Trung Nguyên. Il a été reconnu par les journaux comme National Geographic  et Forbes comme "Roi de Café", "Zero to Hero» (en Français: de Zéro à Héros) et un «philosophe-roi»,,. Il est également connu comme un activiste pour la communauté et philanthrope sur la base de ses efforts et de ses contributions au développement du secteur économique et social.